# 崔石则
崔石则（1928年—？），山西人。中华人民共和国政治人物。

## 生平
早年加入中国共产党。1944年1月至1953年3月担任大理凤仪区任区委书记。1953年4月至1971年2月调沧源县工作，历任岩帅区委书记、县委组织部长、县委合作部长、县委书记处书记、县委副书记等职，1965年8月，任中共沧源县委书记。1971年2月调离沧源县。1953年4月至1971年2月，在沧源县工作18年。文化大革命期间受到迫害。1983年8月至1987年10月，担任中共临沧地委纪委书记。